# Louis Blenker
Louis Blenker (31. juli 1812 – 31. oktober 1863) var en tysk og amerikansk soldat.
Han blev født i Worms i Tyskland og tilsluttede sig trods de ringe udsigter for succes de revolutionære i 1848. Han blev berømmet for sin indsats blandt både allierede og fjender, men måtte efter revolutionens nedkæmpelse flygte.
Efter sin ankomst til USA etablerede han en farm i New York. Han deltog i den amerikanske borgerkrig på Nordstaternes side, men blev såret i kamp og døde af sine sår.

## Eksterne links
- Louis Blenker at Find A Grave